# Aristida floridana
Aristida floridana är en gräsart som först beskrevs av Alvin Wentworth Chapman, och fick sitt nu gällande namn av George Vasey. Aristida floridana ingår i släktet Aristida och familjen gräs. Inga underarter finns listade i Catalogue of Life.